# Parti communiste arménien
Pour les articles homonymes, voir HKK.

Drapeau du Parti communiste arménien.

Le Parti communiste arménien (en arménien Հայաստանի կոմունիստական կուսակցություն (Hayastani Komunistakan Kusaktsutyun), abrégé en ՀԿԿ (HKK)) est un parti politique d'Arménie se réclamant du communisme et du marxisme-léninisme.
Le HKK est l'héritier du Parti communiste de l'Arménie soviétique au temps de l'URSS (au pouvoir jusqu'en 1990). C'est le principal parti communiste en Arménie et il compte 18 000 membres. Il publie les journaux Hayastani Komunist et Pravda Armenii.
Il a bénéficié d'un niveau de popularité élevé dans les années 1990 en raison de la perte de couverture sociale, des enrichissements spectaculaires d'oligarques et des privations dues à la guerre contre l’Azerbaïdjan. Le parti communiste défend alors le dialogue avec Bakou pour régler la crise du Karabagh. 
Durant les élections parlementaires tenues le 25 mai 2003, le parti fit 2,11 % des votes et n'obtint aucune place à l'Assemblée nationale.

## Dirigeants
Le titre du chef de parti est premier secrétaire.
- 1991-1999 : Sergey Badalian ;
- 2000-2005 : Vladimir Darbinian ;
- 2005-2014 : Ruben Tovmasian[10] ;
- depuis 2014 : Tachat Sargsian[11].

## Résultats électoraux
| Année | Liste                   | Liste                   | Liste                   | Constituantes | Total sièges | +/-           |
| Année | Votes                   | %                       | Sièges totaux           | Constituantes | Total sièges | +/-           |
| ----- | ----------------------- | ----------------------- | ----------------------- | ------------- | ------------ | ------------- |
| 1990  | Pas de système de liste | Pas de système de liste | Pas de système de liste | 136/259       | 136/259      | en stagnation |
| 1995  | 93 353                  | 12,4                    | 6/40                    | 4/150         | 10/190       | 126           |
| 1999  | 130 161                 | 12,0                    | 8/56                    | 2/75          | 10/131       | en stagnation |
| 2003  | 24 991                  | 2,1                     | 0/56                    | 0/75          | 0/131        | 10            |
| 2007  | 8 792                   | 0,7                     | 0/90                    | 0/41          | 0/131        | en stagnation |
| 2012  | 15 899                  | 1,45                    | 0/90                    | 0/41          | 0/131        | en stagnation |
| 2017  | 11 745                  | 0,75                    | 0/105                   | -             | 0/105        | en stagnation |